# Arctonyx albogularis
Espèce
Statut de conservation UICN

LCA2cd+3cd+4cd : Préoccupation mineure
Arctonyx albogularis, le balisaur à gorge blanche est une espèce de mustélidés  
du genre arctonyx originaire d’Asie.

## Répartition
Arctonyx albogularis se rencontre en Chine, en Inde et en Mongolie. Sa présence est incertaine au Bhoutan.

## Description
Arctonyx albogularis a une taille plus petite que celle d’Arctonyx collaris et son crâne à des contours plus fin. Les animaux âgés n'ont qu'une crête sagittale modérément développée par rapport aux autres membres du genre. Son pelage est plus doux et plus longs, avec un sous-poil épais pendant les mois d'hiver. Ses membres antérieurs sont noirâtres, tandis que le milieu du dos, la queue et l'arrière-train sont blancs ou mélangés à du blanc. La couleur de celui-ci est plus foncée que celle d’Arctonyx collaris, mais plus clair que celle d’Arctonyx hoevenii. L’espèce présentant une aire de répartition importante, certaines formes peuvent représenter des sous-espèces.

## Classification
Le nom valide complet (avec auteur) de ce taxon est Arctonyx albogularis (Blyth, 1853).
L'espèce a été initialement classée dans le genre Meles sous le protonyme Meles albogularis Blyth, 1853.
En 2009 une étude a élevé ce taxon au rang d'espèce alors qu'elle était jusqu'alors considérée comme une sous-espèce d’Arctonyx collaris.
Arctonyx albogularis a pour synonymes :
- Arctonyx collaris albogularis (Blyth, 1853)
- Arctonyx collaris leucolaemus (Milne-Edwards, 1867)
- Arctonyx collaris taraiyensis Gray, 1863
- Arctonyx isonyx Hodgson, 1856
- Arctonyx leucolaemus milne-edwardsii Lönnberg, 1923
- Arctonyx leucolaemus orestes Thomas, 1911
- Arctonyx obscurus incultus Thomas, 1922
- Arctonyx taxoides Blyth, 1853
- Meles albogularis Blyth, 1853
- Meles leucolaemus Milne-Edwards, 1867
- Meles obscurus Milne-Edwards, 1871